# Църква (Просек)
Църква (на македонска литературна норма: Црква) е раннохристиянска православна църква, чиито руини са открити в археологическия обект Просек, край град Демир Капия, централната част на Северна Македония.

## Описание
В 2015 година на северното плато от крепостната система Просек е открита сакрална сграда. При допълнителни проучвания в 2016 и 2017 година е разкрита и проучена еднокорабна църква с наос и нартекс със спомагателни помещения А и Б. Църквата като сграда е вкопана в скалата, за да се пригоди към терена. Църквата с пастофорията (помещение А) е построена през VI век. Помещение Б е набързо построено и служи като кръстилница. В тази начална фаза са използвани камък и строителна керамика с варов разтвор. Поради разрушаване до основи за построяване на нова сграда, не е известно колко дълго е издържала и функционирала първоначалната сграда. Обновяването, тоест новото строителство е извършено през Средновековието. Според археологически данни новата сграда съществува от X век, като по-сигурно може да се датира XII - XIII век. През това време наосът и нартексът са оцелели със своето предназначение, но местата на помощните помещения са превърнати в гробище. За това разширение са използвани камъни и постен варов хоросан, както и покривникеремиди тип тегули и имбрекси. В края на XII век последва третото разширение. Тогава е построена изцяло нова еднокорабна църква с трем. Тремът е вкопан в наоса на двете предходни сгради. На трема има стенописи. За този трети градеж освен камъни е използвана и кал. Третият градеж съотвества на управлението на Добромир Хриз, който според писмените сведения напуска престолнината си Струмица и се преселва в твърдината Просек, която дотогава е напусната.
Пространството на некропола е разположено северно и южно от църквата и в него има 32 погребения. Поради дългото използване на некропола е очевидно прекомерното използване на гробните места и преместването на тогавашните стари гробове/скелети. Има няколко форми на гробове: тип на две води, свободни погребения със или без маркировки на по-късите страни, гробни камери, създадени с каменни плочи със или без покривни плочи. Поради особеностите на терена и заемането на пространството от други по-важни сгради се е наложило погребаните да бъдат погребани с глави, обърнати на запад. Различните демографски характеристики на погребаните ясно показват, че това е некропол на селище. В гробовете са открити бронзови копчета за дрехи, както и накити за ръце и глава.